# 张忠言
张忠言（1942年—），汉族，中华人民共和国政治人物、第十一届全国政协委员。
加入中国共产党，担任新疆忠泰工程有限责任公司董事长。2008年，当选第十一届全国政协委员，代表社会福利和社会保障界，分入第四十八组。